# 세스 에서턴
세스 마이클 에서턴(Seth Michael Etherton, 1976년 10월 17일 ~ )은 전 KBO 리그 KIA 타이거즈의 외국인 선수이다.
1998년 '애너하임 에인절스' 입단으로 데뷔하였다. 2007년부터 한국의 KIA 타이거즈 용병 투수로 활약하다가 방출되었다. 2011년 11월 27일 대만 타오위엔 구장에서 열린 아시아시리즈의 삼성 라이온즈와 퉁이의 경기에 퉁이의 선발투수로 등판했다.